# Heard It in a Past Life
Heard It in a Past Life é o álbum de estreia da cantora e compositora pop americana Maggie Rogers, lançado em 18 de janeiro de 2019, pela Debay Sounds e Capitol Records. Com a ajuda de seu single de sucesso "Light On" (2018), o álbum estreou no número dois na parada da Billboard 200 e recebeu críticas positivas dos críticos, eventualmente rendendo a Rogers uma indicação ao Grammy de Melhor Artista Revelação.

## Gravação e produção
Rogers trabalhou no álbum por dois anos, com Rostam Batmanglij, Greg Kurstin e outros músicos de alto nível em papéis de produtores. Rogers afirmou em uma entrevista sobre o álbum que "havia tanta mudança que aconteceu tão rápido, eu nem sempre tinha certeza de como fazer todas essas coisas parecerem comigo. Fiquei realmente sobrecarregada por um tempo e com medo também."

## Marketing e vendas
Os dois primeiros singles, "Alasca" e "On + Off", foram lançados anteriormente no EP de Rogers de 2017, Now That the Light Is Fading, seguido por "Fallingwater", "Give a Little" e "Light On". "Light On" alcançou o primeiro lugar na parada Adult Alternative Songs da Billboard, tornando-se sua primeira música número um em qualquer parada da Billboard. "Light On" foi classificada como a 13ª melhor música de 2019 pela Billboard.
Heart It in a Past Life foi lançado em 18 de janeiro de 2019 pela Debay Sounds sob licença exclusiva da Capitol Records. De acordo com a Rolling Stone, "a anunciou como uma grande força indie-pop e a catapultou para uma turnê de um ano de teatros lotados e clubes enormes". Ele estreou no número dois na Billboard 200 em sua primeira semana de lançamento e, em abril, vendeu 200.000 unidades equivalentes a álbuns, com base em mais de 400 milhões de streams de suas faixas.

## Recepção critica
| Críticas profissionais | Críticas profissionais |
| Pontuações agregadas   | Pontuações agregadas   |
| Fonte                  | Avaliação              |
| ---------------------- | ---------------------- |
| AnyDecentMusic?        | 7.0/10                 |
| Metacritic             | 71/100                 |
| Avaliações da crítica  |                        |
| Fonte                  | Avaliação              |
| AllMusic               | [ 13 ]                 |
| Clash                  | 8/10                   |
| Exclaim!               | 8/10                   |
| The Guardian           | [ 16 ]                 |
| The Irish Times        | [ 17 ]                 |
| NME                    | [ 18 ]                 |
| Pitchfork              | 5.9/10                 |
| Rolling Stone          | [ 20 ]                 |

Heard It in a Past Life foi recebido com críticas geralmente positivas. No Metacritic o álbum recebeu uma pontuação média de 71, com base em 23 críticas. Tony Clayton-Lea, do The Irish Times, chamou-o de "coleção eletro-pop vibrante", enquanto Maeve McDermott, do USA Today o saudou como um dos melhores álbuns de folk-pop de 2019, junto com Titanic Rising, de Weyes Blood. A revista Q achou o álbum "cuidadosamente construído e muitas vezes encantador", e Heather Phares, da AllMusic, disse que Rogers "encontra diferentes maneiras de forjar sua própria versão brilhante e segura do pop" em uma "estreia forte".
Outros revisores foram mais críticos. Tanto Laura Snapes do Pitchfork  quanto Greg Kot do Chicago Tribune acreditavam que muito do álbum foi superproduzido por co-produtores de alto perfil em detrimento dos talentos de Rogers. Tom Hull disse que "poderia vê-la se transformando em algum tipo de estrela pop, mas pode ser muito adulto, cedo demais", dando ao álbum um B-plus.
Heard It in a Past Life e "Light On" ajudaram Rogers a ganhar uma indicação ao Grammy na categoria de Melhor Artista de revelação no 62º Grammy Awards (2020).

## Faixas
| N.º            | Título            | Compositor(es)                    | Produtor(es)                                    | Duração |  |
| 1.             | "Give a Little"   |                                   | Kurstin Rogers                                  |         |  |
| 2.             | "Overnight"       | Rogers Eric Frederic              | Kurstin Rogers                                  |         |  |
| 3.             | "The Knife"       |                                   | Kurstin Rogers                                  |         |  |
| 4.             | "Alaska"          | Rogers Tor Miller Jack Hallenbeck | Rogers Doug Schadt                              |         |  |
| 5.             | "Light"           |                                   | Kurstin Kid Harpoon Rogers                      |         |  |
| 6.             | "Past Life"       |                                   | Rogers                                          |         |  |
| 7.             | "Say It"          | Rogers Nicholas Das               | Rogers Hallenbeck Ricky Reed Lucio Westmoreland |         |  |
| 8.             | "On and Off"      |                                   | Rogers Schadt Das                               |         |  |
| 9.             | "Fallingwater"    | Rogers Thomas Hull                | Rogers Batmanglij                               |         |  |
| 10.            | "Retrograde"      | Rogers                            | Kurstin Rogers                                  |         |  |
| 11.            | "Burning"         |                                   | Rogers Reed                                     |         |  |
| 12.            | "Back in My Body" |                                   | Rogers Kurstin                                  |         |  |
| Duração total: | Duração total:    | Duração total:                    | Duração total:                                  | 45:27   |  |